# Hans Binder (Rennfahrer)
Johann „Hans“ Binder (* 12. Juni 1948 in Zell am Ziller) ist ein österreichischer Unternehmer und ehemaliger Automobilrennfahrer. Er ist der Onkel von René Binder.

## Karriere im Motorsport
Franz Binder (1924–2013), der Vater von Hans Binder, gründete 1950 in Fügen eine Holzhandelsfirma, heute Binderholz GmbH, und betrieb nebenher Rennsport. Er fuhr nationale Rallyes und konnte 1961 den österreichischen Staatsmeistertitel auf DKW erreichen.
1972, im Alter von 24 Jahren, machte Hans Binder einen Fahrerlehrgang bei der Jim-Russell-Rennfahrerschule am Österreichring bei Zeltweg, wurde Kursbester und gewann gleich sein erstes Formel-Ford-Rennen am Salzburgring. Es folgte eine komplette Saison in der Formel Ford. Er gewann die österreichische Meisterschaft in dieser Klasse und wurde Zweiter bei der Europameisterschaft. So kam 1974 der Aufstieg in die nächsthöhere Klasse – die Formel 3 − mit einem March. Er konnte am Nürburgring einen Sieg einfahren, dazu kamen starke fahrerische Leistungen und gute Platzierungen in der Europameisterschaft. Er wurde Zweiter in Hockenheim, Kassel und auf dem Jyllandsringen.
1975 folgte die Formel 2. Ein March-BMW wurde erworben, Helmut Marko wurde Teammanager. Binder fuhr unter anderem gegen Jean-Pierre Jabouille, Jacques Laffite und Vittorio Brambilla. Er wurde Zweiter beim EM-Lauf auf dem Salzburgring, schaffte den vierten Rang in Zolder und wurde Fünfter in Magny-Cours. Am Ende erreichte er den 13. Rang in der Europameisterschaft der Formel 2.
Binder blieb auch 1976 in der Formel 2, diesmal mit einem Chevron-BMW, aber wieder mit Marko als Teamchef. Er belegte den vierten Rang in Estoril und Nogaro und den fünften Rang in Enna, bevor sich für Binder – vor dem Großen Preis von Österreich 1976 – die Tür zur Formel 1 öffnete. Beim Rennen in Deutschland, zwei Wochen zuvor, war Niki Lauda am Nürburgring schwer verunglückt. Lauda fehlte somit beim Heimrennen. Gleichzeitig war der für den britischen Ensign-Rennstall fahrende Chris Amon nach vielen Rückschlägen rennmüde geworden und verzichtete auf einen Start in Zeltweg. Daher und mit einigem Sponsorgeld konnte Binder starten. Er ging bei seinem ersten Grand Prix, mit dem Ensign-N176-Ford-Cosworth, vom 19. Startplatz aus ins Rennen, fiel aber in der 47. Runde mit einem defekten Gaspedal aus. Am Ende des Jahres startete er erneut, diesmal in einem Wolf-Williams FW05 des britischen Rennstalls Walter Wolf Racing, wo er für den anfänglich vorgesehenen Masami Kuwashima einsprang, dessen Sponsoren sich kurz vor dem Rennen zurückgezogen hatten. Binder ging vom 25. Startplatz aus ins Rennen. In der 49. Runde streikte am Williams FW05-Ford-Cosworth ein Radlager, sodass Binder wiederum ausfiel.
1977 unterschrieb Hans Binder einen Werksvertrag bei Surtees. Mit dem Surtees TS19 startete er vorerst bis zum Großen Preis von Monaco sechsmal in Folge. Beste Platzierung war der neunte Rang beim Großen Preis von Spanien in Jarama. Nach einem kurzen Gastspiel beim deutschen ATS-Team, mit Starts in Zeltweg und Zandvoort mit dem Penske-PC4-Ford-Cosworth, fuhr Hans Binder die Saison für Surtees ohne zählbaren Erfolg zu Ende. Surtees und Binder hatten unterschiedliche Auffassungen über Sponsorzahlungen und zogen später sogar vor Gericht.
John Surtees, der Teambesitzer und Formel-1-Weltmeister von 1964, über Hans Binder: „Hans ist besser gewesen als seine Resultate. Er hätte die Fähigkeit gehabt, mehr aus seiner Karriere zu machen – aber das wollte er wohl nicht um jeden Preis. Er mochte die Szene, ihm gefiel die Idee, ein Formel-1-Pilot zu sein. Aber was ihm fehlte, war der kalte Ehrgeiz.“ Surtees verlängerte den Vertrag mit Hans Binder nicht.
Hans Binder fuhr kein Autorennen mehr. 1978 hatte er noch einmal die Gelegenheit, sich für ein Rennen zu qualifizieren. ATS gab ihm einen Wagen für das Heimrennen am Österreichring. Sein Wagen, der HS1, war zu langsam – Binder schaffte die Qualifikation nicht.
2014 pilotierte er  für das Legenden-Rennen im Vorprogramm des Großen Preises von Österreich, der in diesem Jahr zum ersten Mal seit 2003 wieder stattfand, noch einmal den Wolf-Williams FW05, mit dem er bereits 1976 am Großen Preis von Japan teilgenommen hatte. Gemeinsam mit anderen ehemaligen Formel-1-Piloten wie Niki Lauda, Patrick Friesacher und Dieter Quester, die ebenfalls in ihren ehemaligen Wagen antraten, absolvierte Binder einige Runden um den Kurs.

## Unternehmer
Zusammen mit seinen beiden Brüdern betreibt er die Firma Binderholz GmbH mit 1150 Mitarbeitern und ca. 400 Millionen Euro Jahresumsatz.

## Statistik

### Statistik in der Automobil-Weltmeisterschaft

#### Gesamtübersicht
| Saison | Team                               | Chassis                        | Motor                    | Rennen | Siege | Zweiter | Dritter | Poles | schn. Runden | Punkte | WM-Pos. |
| ------ | ---------------------------------- | ------------------------------ | ------------------------ | ------ | ----- | ------- | ------- | ----- | ------------ | ------ | ------- |
| 1976   | Ensign Racing Walter Wolf Racing   | Ensign N176 Wolf-Williams FW05 | Ford Cosworth DFV 3.0 V8 | 2      | –     | –       | –       | –     | –            | 0      | NC      |
| 1977   | Durex Team Surtees ATS Racing Team | Surtees TS19 Penske PC4        | Ford Cosworth DFV 3.0 V8 | 12     | –     | –       | –       | –     | –            | 0      | NC      |
| 1978   | ATS Racing Team                    | ATS HS1                        | Ford Cosworth DFV 3.0 V8 | 1      | –     | –       | –       | –     | –            | 0      | NC      |
| Gesamt | Gesamt                             | Gesamt                         | Gesamt                   | 15     | –     | –       | –       | –     | –            | –      |         |

#### Einzelergebnisse
| Saison | 1   | 2  | 3  | 4 | 5   | 6 | 7 | 8 | 9 | 10  | 11  | 12 | 13  | 14 | 15  | 16  | 17 |
| ------ | --- | -- | -- | - | --- | - | - | - | - | --- | --- | -- | --- | -- | --- | --- | -- |
| 1976   |     |    |    |   |     |   |   |   |   |     |     |    |     |    |     |     |    |
|        |     |    |    |   |     |   |   |   |   | DNF |     |    |     |    | DNF |     |    |
| 1977   |     |    |    |   |     |   |   |   |   |     |     |    |     |    |     |     |    |
| DNF    | DNF | 11 | 11 | 9 | DNF |   |   |   |   |     | 12  | 8  | DNQ | 11 | DNF | DNF |    |
| 1978   |     |    |    |   |     |   |   |   |   |     |     |    |     |    |     |     |    |
|        |     |    |    |   |     |   |   |   |   |     | DNQ |    |     |    |     |     |    |

| Legende  | Legende            | Legende                                                          |
| Farbe    | Abkürzung          | Bedeutung                                                        |
| -------- | ------------------ | ---------------------------------------------------------------- |
| Gold     | –                  | Sieg                                                             |
| Silber   | –                  | 2. Platz                                                         |
| Bronze   | –                  | 3. Platz                                                         |
| Grün     | –                  | Platzierung in den Punkten                                       |
| Blau     | –                  | Klassifiziert außerhalb der Punkteränge                          |
| Violett  | DNF                | Rennen nicht beendet (did not finish)                            |
| Violett  | NC                 | nicht klassifiziert (not classified)                             |
| Rot      | DNQ                | nicht qualifiziert (did not qualify)                             |
| Rot      | DNPQ               | in Vorqualifikation gescheitert (did not pre-qualify)            |
| Schwarz  | DSQ                | disqualifiziert (disqualified)                                   |
| Weiß     | DNS                | nicht am Start (did not start)                                   |
| Weiß     | WD                 | zurückgezogen (withdrawn)                                        |
| Hellblau | PO                 | nur am Training teilgenommen (practiced only)                    |
| Hellblau | TD                 | Freitags-Testfahrer (test driver)                                |
| ohne     | DNP                | nicht am Training teilgenommen (did not practice)                |
| ohne     | INJ                | verletzt oder krank (injured)                                    |
| ohne     | EX                 | ausgeschlossen (excluded)                                        |
| ohne     | DNA                | nicht erschienen (did not arrive)                                |
| ohne     | C                  | Rennen abgesagt (cancelled)                                      |
| ohne     | keine WM-Teilnahme |                                                                  |
| sonstige | P/fett             | Pole-Position                                                    |
| sonstige | 1/2/3/4/5/6/7/8    | Punktplatzierung im Sprint-/Qualifikationsrennen                 |
| sonstige | SR/kursiv          | Schnellste Rennrunde                                             |
| sonstige | *                  | nicht im Ziel, aufgrund der zurückgelegten Distanz aber gewertet |
| sonstige | ()                 | Streichresultate                                                 |
| sonstige | unterstrichen      | Führender in der Gesamtwertung                                   |

### Einzelergebnisse in der Sportwagen-Weltmeisterschaft
| Saison | Team         | Rennwagen | 1   | 2   | 3   | 4   | 5   | 6   | 7   | 8   | 9   |
| ------ | ------------ | --------- | --- | --- | --- | --- | --- | --- | --- | --- | --- |
| 1975   | Alroy Racing | March 75S | DAY | MUG | DIJ | MON | SPA | PER | NÜR | ZEL | WAT |
| 1975   | Alroy Racing | March 75S |     |     |     |     | DNF |     |     |     |     |